# Aposematizem
Aposematizem je pojav, ko organizem signalizira svoji okolici, da je nevaren ali neužiten (običajno strupen). Gre za protiplenilsko prilagoditev, katere funkcija je odvrniti plenilca od napada, kar koristi tako napadalcu kot žrtvi. Prvi prihrani energijo za lov in se izogne tveganju zastrupitve, žrtev pa tveganju poškodbe zaradi napada, čeprav obsojenega na neuspeh. Nasprotno od kriptičnosti oz. zlivanja z okolico pri aposematizmu žival oddaja dražljaje, ki jo napravijo bolj izstopajočo, in oddajanje je za razliko od mnogo drugih primerov komunikacije nenehno.
Aposematizem se pojavlja v vsem živalskem kraljestvu v različnih oblikah, med katerimi je najbolj znana svarilna obarvanost. Mnogo živali »oglašuje« obrambne mehanizme, kot so toksini, ostre bodice ali ožigalke, z živo obarvanostjo telesa, pogosto s kontrastnimi vzorci. Enako vlogo kot obarvanost imata lahko tudi oster vonj ali vpadljivo oglašanje.
V odnosu do plenilcev z visoko razvitim živčevjem, kot so vretenčarji, je korist aposematizma običajno posredna. Naiven mladič plenilca se ne bo izognil svarilno obarvanemu plenu in ga bo po možnosti tudi ubil, a se bo po prvi izkušnji naučil izogibanja drugim enako obarvanim osebkom v bodoče. Živali izkoriščajo ta proces s pojavom mimikrije. Pogosto se dogaja, da si aposematski signali neužitnih vrst, ki živijo na istem območju, postajajo vedno bolj podobni. Temu tipu mimikrije pravimo Müllerjeva mimikrija. Izkušnja plenilca z neužitnim osebkom ene vrste bo v tej situaciji koristila tudi osebkom druge vrste. Poleg tega pa se dogaja, da signal neužitne vrste prevzamejo še druge, ranljive vrste. To je Batesova mimikrija, ki zmanjšuje učinkovitost aposematizma.